# 瑙吉盖赖什德
瑙吉盖赖什德，是匈牙利沃什州所辖的一个村，总面积9.40平方公里，总人口266，人口密度28.3人/平方公里（2010年1月1日）。